# Blästaån
Blästaån är ett vattendrag i Hudiksvalls kommun i norra Hälsingland. Längd cirka 10 km. Vänsterbiflöde till Halstaån, i vilken den mynnar i byn Nordenholm. Den lilla ån avvattnar bland annat Blästatjärnen. Källflöde Garluöbäcken.